# Bristol Bloodhound
«Бладхаунд» (англ. Bloodhound, с англ. — «бладхаунд», — порода гончих собак) — британский зенитный ракетный комплекс, состоявший на вооружении с 1958 по 1991 год. Был разработан по заказу Королевских военно-воздушных сил для прикрытия авиабаз и стратегических объектов страны. Является вторым, после принятого на вооружение Британской Армии ЗРК «Тандербёрд», серийным образцом британского зенитного ракетного вооружения, принятым на вооружение и первым поступившим на боевое дежурство.

## История
В конце Второй мировой войны, лётные характеристики бомбардировщиков возросли настолько, что поражение их снарядами зенитных орудий стало настоящей проблемой. Расход боеприпасов на поражение одного высоколетящего скоростного бомбардировщика практически сравнялся с его стоимостью. Появление же в 1945 году ядерного оружия и перспектива скорого принятия на вооружение реактивных бомбардировщиков, обладавших ещё более высокими характеристиками, требовали увеличения эффективности противовоздушной обороны до уровня, недоступного ствольной артиллерии.
Выходом из положения были зенитные управляемые ракеты (ЗУР). Ещё в 1944 году, в Великобритании начались работы над проектом зенитной ракеты «Брейкемина» (Brakemine). Ввиду недостаточных характеристик ЗУР, проект был закрыт в 1947 году, но в его рамках была подготовлена экспериментальная база для разработки более совершенных видов вооружения.
В 1949 году, после испытания в СССР ядерной бомбы, военные Великобритании были крайне озабочены восстановлением эффективности своей противовоздушной обороны, пережившей радикальное сокращение после окончания войны. В рамках «Вишнёвого доклада» 1949 года предполагалось провести реорганизацию существующей системы противовоздушной обороны, модернизацию старых радиолокационных систем Chain Home, создание защищенных от ядерного удара подземных командных центров, новых реактивных перехватчиков и новых видов вооружений. В число последних входили и зенитные ракеты. Был разработан план «Stage», предполагавший поэтапный подход к организации противовоздушной обороны. На первом этапе (Stage-1) предполагалось создать зенитную ракету радиусом действия не более 20 миль, предназначенную для прикрытия наиболее стратегически важных объектов. К таковым относились командные центры, армейские базы и аэродромы базирования V-бомбардировщиков — то есть инфраструктура обеспечивающая возможность нанесения ответного удара по противнику.
На конкурс были предложены два проекта: проект фирмы «English Electric» под радужным кодом «Red Shoes» (с англ. — «красные ботинки») и проект фирмы «Бристоль» с радужным кодом «Red Duster»(с англ. — «красный пыльник»). Оба проекта были сходны по концепции, оба использовали одну и ту же РЛС фирмы «Ферранти» для наведения ЗУР. После некоторых размышлений, британское правительство решило (с целью подстраховки на случай неудачи) начать работу по обеим проектам. При этом ракету «English Electric» (будущая «English Electric Thunderbird») взяла себе Армия, а разработкой проекта для КВВС занялась фирма «Бристоль». По заявлению разработчиков, количество инженерно-технических работников, задействованных в разработке и изготовлении «Бладхаунд», превысило вообще любые проекты и программы по изготовлению вооружения и военной техники, когда-либо предпринимавшиеся в европейских странах. Общая стоимость программы научно-исследовательских и опытно-конструкторских работ для королевской казны оценивается в £30 млн.

## Задействованные структуры
В разработке и производстве ракетных комплексов Bloodhound Mk 1/Mk 2 и сопутствующего оборудования были задействованы следующие структуры:
- Ракетный комплекс в целом, пусковая установка, зенитная управляемая ракета — Bristol Aeroplane Company Ltd[англ.] (Mk 1) → British Aircraft Corporation, Guided Weapon Division (Mk 2);[2]
- Система управления полётом — British Thomson-Houston Company, Ltd[англ.];[2]
- Твердотопливный ракетный ускоритель — Royal Ordnance;[5]
- Прямоточный воздушно-реактивный двигатель — Bristol Aero-Engines Ltd;[2] Rolls-Royce Ltd;[5][6]
- Радиолокационные средства обнаружения целей — British Thomson-Houston Company, Ltd, Metrovick Division[англ.];[7]
- Радиолокационные средства наведения ракет и сопровождения целей — Ferranti Semiconductor Ltd; Marconi’s Wireless Telegraph Co. Ltd[англ.];[7]
- Предохранительно-исполнительный механизм — EMI Ltd;[8]
- Средний колёсный многоцелевой тягач Land Rover — Rover Company Ltd.[7]

## Конструкция

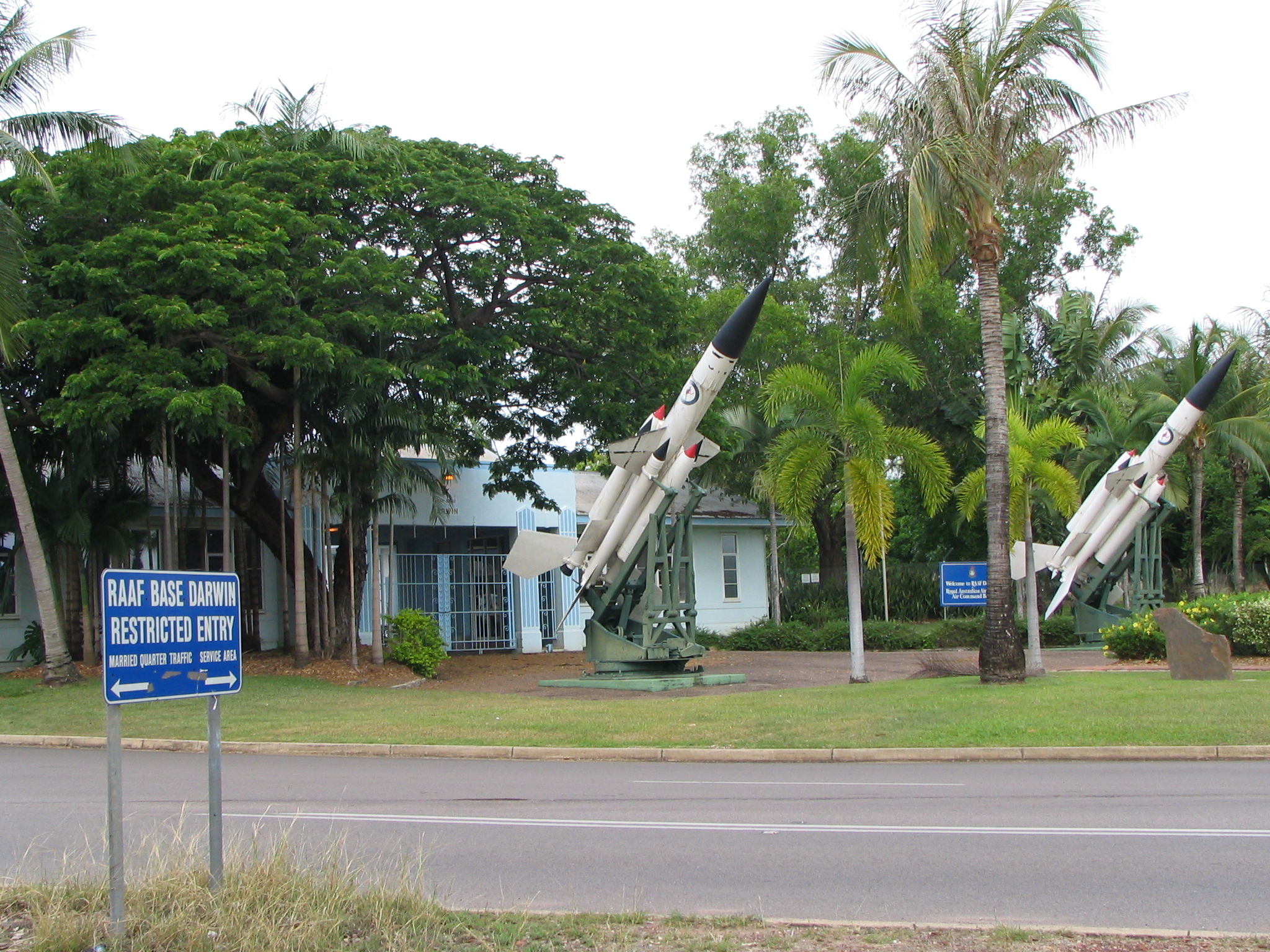
«Бладхаунды» на входе базы RAAF Дарвин

Зенитная ракета «Бладхаунд» имела длинный и узкий цилиндрический фюзеляж, с коническим носовым обтекателем. Её длина составляла 7,7 метров при диаметре всего 546 миллиметров. Масса полностью снаряженной и заправленной ракеты составлял 2050 килограмм. Корпус её изготовлялся из легких сплавов, крылья — из дерева, покрытого алюминиевыми листами.
В центральной части корпуса ракеты были установлены короткие трапециевидные крылья, размахом около 2,83 метра. Они же использовались в качестве управляющих поверхностей: управление ракетой осуществлялось поворотом крыльев. Горизонтальное хвостовое оперение служило только для стабилизации полета. В целом, за счёт расположения управляющих поверхностей вблизи центра тяжести, ракета отличалась очень высокой, по меркам своего времени, маневренностью. Дополнительный контроль поворота осуществлялся путём регулировки подачи топлива в один из двух двигателей.
В качестве двигательной установки для своей ракеты, фирма «Бристоль» использовала два прямоточных воздушно-реактивных двигателя «Тор». Двигатели, каждый из которых развивал тягу порядка 23 кН, были установлены над и под фюзеляжем ракеты. Так как прямоточные двигатели могли эффективно работать лишь на скоростях от М=1, для запуска ЗУР использовались четыре твердотопливных ускорителя «Gosling», расположенные попарно на боковых поверхностях ракеты. Ускорители разгоняли ракету до скорости, при которой начинали работать прямоточные двигатели, после чего сбрасывались. Специально для эффективной стабилизации полёта на дозвуковых скоростях, на каждом ускорителе был установлен стабилизатор большой площади (это дополнительное оперение, относительно общей ориентации корпуса ракеты, располагалось X-образно и сбрасывалось вместе с ускорителями после старта). На маршевом участке, ракета развивала скорость до М=2,2 (в базовой модификации) и несла запас горючего приблизительно на 35 километров полёта.
Управление ракетой осуществлялось с помощью полуактивной радиолокационной системы наведения (на тот момент рассматривалась британским командованием в качестве наиболее передовой). Радиолокационная станция дальнего обнаружения (ПВО страны) засекала приближающиеся самолёты противника и передавала данные на РЛС тактического обнаружения батареи зенитных ракет. Тактическая РЛС осуществляла непрерывное слежение за приближающимся противником, снабжала данными командный пост и выполняла наведение РЛС подсветки цели. В качестве таковой первоначально выступал радар Type 83 «Yellow River», работающий на доплеровском эффекте.
Исходя из данных тактической РЛС, счётно-решающее устройство (серийный компьютер «Ferranti Argus» — один из первых в мире коммерчески успешных компьютеров) вычисляло дальность, высоту и азимут цели, разворачивало пусковую установку в соответствующем направлении. В полёте, головка самонаведения ракеты принимала отраженные от цели сигналы радара Type 83, и, управляя при помощи поворотных крыльев, вела ракету на цель.

## Разработка и испытания
Первоначальные проекты ракеты очень отличались от того, что получилось на выходе, как по своей форме и внешнему виду, так и по расположению основных узлов и агрегатов, и были конструктивно ближе к другим беспилотным перехватчикам того периода, внешне напоминавших собой реактивный самолёт, нежели ракету. Общим для всех проектов было только крестообразное расположение крыльев.
Разработку радиолокационных средств обнаружения, наведения и сопровождения целей предполагалось осуществлять двум фирмам — «Ферранти» и «Бритиш Томсон-Хьюстон» по проекту Королевского радиолокационного института, но в итоге, ракетные комплексы отличались от предложенных королевскими радиотехниками исходных вариантов не только двигательной установкой, но и по способу их наведения на цель.
Особенностью проекта «Бладхаунд», которая резко отличала его от всех других ранних проектов британской ракетной программы, было то, что разработчики не были подотчётны Министерству снабжения — до тех пор являвшемуся главным и единственным заказчиком проведения НИОКР по разработке вооружения и военной техники. Были налажены прямые контакты с Министерством авиации и королевскими научно-исследовательскими учреждениями, существенно сократив объём бюрократических процедур при согласовании тех или иных дальнейших действий и хода работ в целом, что положительно отразилось на продуктивности проектных работ.
Опытные запуски прототипа ракеты были проведены на полигоне «Вумера» (в Южной Австралии) в 1953 году. Первые испытания продемонстрировали крайне разочаровывающие результаты: прямоточные двигатели работали плохо, возникали проблемы с зажиганием. Фирме «Бристоль» пришлось полностью переработать систему зажигания двигателей в воздухе, прежде чем удалось добиться более-менее обнадёживающих результатов. Перед тем как предсерийные образцы ракет поступили на войсковые испытания, разработчиками было отстреляно множество опытных образцов. В 1956 году, наконец, начались опытные запуски против беспилотных летающих мишеней. Всего было проведено более 500 тестовых пусков всех вариантов ракеты. В марте 1957 г. сведения о проекте (тогда он ещё имел кодовое название «Red Shoes») впервые появились в британской прессе, где среди прочего указывалось, что первым пунктом развёртывания дивизиона новых ракетных комплексов станет авиабаза «Норт-Коутс» в Линкольншире. Также в статье сообщалось, что для координации работ над проектом, интеграции их в уже существующую систему противовоздушной обороны страны и ускорения постановки комплексов на боевое дежурство, создаётся целая госструктура под руководством заместителя начальника Генерального штаба вице-маршала авиации Л. Далтон-Морриса
Первая версия ракеты, известная как Mk-I страдала от множества недостатков. Одной из главных конструктивных ошибок, по мнению историка британского ракетостроения Стивена Твигге, был клапанный механизм подачи топлива. Кроме того, используемый для наведения радар Type 83, работающий в импульсном режиме, уже считался устаревшим: был крайне уязвим для средств радиоэлектронного противодействия, не способен отслеживать цели на малых высотах и обладал недостаточным радиусом действия. Эффективная дальность применения ракеты не превышала 35 километров. Более того, к тому моменту, когда прямоточная «Бристоль Бладхаунд», наконец, была готова, её основной конкурент — твердотопливная ракета «Тандербёрд» — уже успешно прошел испытания, обладая при этом большей надёжностью и большим радиусом действия при практически одинаковой системе наведения (захват радиолокационного сигнала, отражённого от поверхности цели) по методу трёх точек. Все это привело к тому, что британская армия отказалась от «Бладхаунда», предпочтя для защиты своих баз «Тандербёрд».
RAF, однако, не были столь категоричны. Признавая недостатки ракеты, они одновременно отмечали её значительный потенциал: высокую маневренность, скорость и значительную высоту поражения. Контрольные испытания перед принятие ракеты на вооружение, начались в августе 1957 года, в них приняло участие восемь специально созданных для этих целей военных частей, сформированных с привлечением военнослужащих КВВС и КВМФ. По их результатам, несмотря на выявленные проблемы с применением радиолокационных средств, комплексы были приняты на вооружение, и в 1958 году, «Бладхаунд» поступили на вооружение КВВС как основное средство ПВО авиационных баз и командных пунктов, первые дивизионы, оснащённые новым вооружением, заступили на боевое дежурство в Восточной Англии. В немалой степени, это было обусловлено поддержкой в высших эшелонах власти, так как ещё в начале 1957 г. члены Комитета начальников штабов получили негласное распоряжение, содействовать принятию ЗРК «Бладхаунд» на вооружение и ускорить этот процесс. Фактически, это означало, что решение о принятии комплекса на вооружение уже было принято в верхах на рубеже 1956—1957 гг. и дело оставалось за малым — соблюсти требуемые бюрократические процедуры и разного рода формальности, так как непосредственный участник проекта от КВВС подполковник авиации Оуэн Харди в своих мемуарах отмечает, что это распоряжение пришло «с самого верха».

### Bloodhound Mk. II
Первоначальный план «Stage» предусматривал, по завершении стадии «Stage-1» (создание ЗРК среднего радиуса действия для прикрытия стратегических объектов) начать разработку «Stage-2»: создание сверхдальнобойного зенитного ракетного комплекса, для надёжного прикрытия всей территории страны. В качестве такового предполагался разрабатываемый беспилотный перехватчик Blue Envoy, радиус действия которого должен был составлять более 250 км.
Однако, в 1957 году, инженеры пришли к выводу, что проект «Stage-2» технических слишком сложен, разработка его неминуемо затянется, и что самое главное — не будет в полной мере отвечать требованиям противовоздушной обороны Великобритании. Развитие баллистических ракет в 1950-х привело к тому, что британская территория оказалась в радиусе досягаемости советских баллистических снарядов — против которых Blue Envoy был бы бесполезен. В результате, в 1957 году было принято решение закрыть проект как не соответствующий требованиям времени.
Однако, отработка отдельных элементов проекта — 18-дюймовых прямоточных двигателей и мощных радаров наведения — успела продвинуться так далеко, что полный отказ от их применения был бы не рационален. Чтобы отбить затраченные средства, КВВС приняли решение использовать наработки по проекту Blue Envoy в программе модернизации ЗРК «Бладхаунд». Так появилась ракета «Бладхаунд» Mk II.
В отличие от своего предшественника, «Бладхаунд» Mk II был значительно более совершенным и мощным оружием. Корпус ракеты был удлинен до 8460 сантиметров, а вес увеличился на 250 килограмм. За счет увеличения запаса топлива, и установки двух улучшенных прямоточных двигателей, радиус действия ракеты увеличился до 85 километров. Скорость при этом возросла до 2,7 Маха.
Радикально улучшена была система наведения. Устаревший импульсный радар заменили современной РЛС непрерывного излучения, за счет чего увеличилась устойчивость к средствам радиоэлектронного противодействия и улучшились возможности сопровождения целей на малых высотах (минимальный порог высоты составлял 50 метров). В качестве РЛС наведения теперь использовалась мобильная Ferranti Type 86 «Firelight» или стационарная Marconi Type 87 «Scorpion». Последняя имела отдельный канал связи с ракетой (которая модифицировалась путём установки специальной антенны), по которому на командный пост ретранслировался сигнал, принимаемый ГСН. Сопоставляя вручную данные, получаемые от наземных радаров и ГСН ракеты, персонал командного поста осуществлял эффективную селекцию ложных целей и фильтрацию помех.
Первые ракеты Mk II поступили на позиции в 1965 году. В отличие от своего предшественника, Mk I, новая модификация превосходила «English Electric Thunderbird» по всем параметрам: дальности, скорости, высоте поражения и точности.

## На вооружении

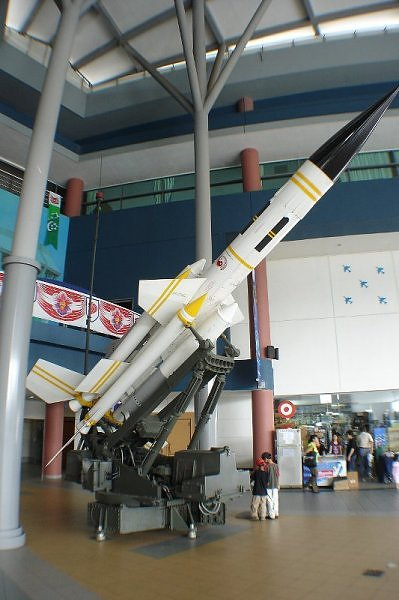
Ракета «Бладхаунд» Mk.II в музее ВВС Сингапура.

Ракета «Бладхаунд» была принята на вооружение Королевских Военно-Воздушных Сил в декабре 1958 года. Восемь эскадронов ракет было развернуто для прикрытия основных баз бомбардировочного командования — RAF Dunholme Lodge, RAF Watton, RAF Marham, RAF Rattlesden, RAF Woolfox Lodge, RAF Carnaby, RAF Warboys, RAF Breighton и RAF Misson, где базировались британские бомбардировщики, выполнявшие задачу ядерного сдерживания. Ракетные батареи защищали базы от внезапного нападения неприятельской авиации.
В состав батареи «Бладхаундов» входили:
- мобильный или стационарный радар тактического обнаружения и целеуказания
- две РЛС наведения ракет, выполняющие функции сопровождения и подсветки цели
- командный пост
- шестнадцать пусковых установок (две группы по восемь, вокруг каждой РЛС сопровождения цели)
- техническая позиция
- генераторная станция

Одна батарея могла одновременно обстрелять две воздушные цели любым числом ракет.
После того, как в 1970 году британские КВВС передали функцию ядерного сдерживания Королевскому военно-морскому флоту, все батареи «Бладхаундов» были выведены из Великобритании и перебазированы в Западную Европу, где, размещенные в Германии, они выполняли задачу противовоздушной обороны баз британской Рейнской Армии и аэродромов. В этой функции они прослужили до 1975 года, когда возрастающий риск обезоруживающего удара, наносимого низколетящими бомбардировщиками или крылатыми ракетами, привел к восстановлению противовоздушной обороны Великобритании. К 1983 году, все батареи «Бладхаундов» были заменены в Европе фронтовым ЗРК «Рапира». Сами «Бладхаунды» вернулись на родину, где были установлены на четырех оборонительных позициях вокруг основных авиабаз (причем некоторые батареи получили специальные 15-метровые башни для расположения радаров — что должно было улучшить возможности против низколетящих целей). Списаны они были лишь в 1990 году, в связи с сокращением бюджета и окончанием холодной войны — хотя первоначально военные считали разумным оставить батареи «Бладхаундов» на вооружении до 1995 года.
Системы «Бладхаунд» также активно поставлялись на экспорт. В 1961 году, австралийцы развернули батареи «Бладхаунд» для защиты базы Уильямтаун. Позднее, ракетные батареи были развернуты для защиты Дарвина. В составе 30-го эскадрона КВВС Австралии, «Бладхаунды» прослужили до 1968 года, когда устаревающие Mk-1 были сняты с вооружения. Австралийцы рассматривали возможность замены их Mk-2, но таковая не была осуществлена по финансовым причинам.
Активно применяли «Бладхаунд» шведы, развернувшие в 1964—1965 году девять ракетных батарей (три из них были в резерве). Дольше всего «Бладхаунды» оставались именно на шведской службе — последние ракеты были списаны в 1999 году, спустя почти 41 год после принятия на вооружение. Батарея ракет на позиции Губель сохраняется в полностью укомплектованном виде как исторический памятник.
В юго-восточной Азии, ракеты «Бладхаунд» использовались Сингапуром. После того, как британские силы были выведены в 1968 из Южной Азии, Сингапур приобрел ракетные батареи 65-го эскадрона RAF, базировавшегося на территории страны. В составе 170-го эскадрона, «Бладхаунды» прослужили до 1994 года, после чего были сняты с вооружения на торжественной церемонии и переданы в музеи.

## Модификации
- Mk I — базовый вариант ракеты, принятый на вооружение в 1958 году. Имела массу 2000 кг. Наводилась импульсным радаром, имела дальность действия не более 35 км и скорость полёта порядка М=2,2.
- Mk II — улучшенная версия ракеты, модифицированная с использованием наработок по программе Blue Envoy. Принята на вооружение в 1965 году. За счёт увеличения массы до 2250 кг, применения новых двигателей, имела дальность действия до 80 км и скорость М=2,7. Для наведения использовалась РЛС непрерывного излучения.
- Mk III — планировавшаяся атомная версия ракеты, снаряженная тактической ядерной боевой частью. Радиус действия должен был составлять порядка 150 км. Предполагалось, что эта версия ракеты сможет использоваться и для ПВО и для ПРО объектов. Не принята на вооружение.
- Mk VI — планировавшаяся мобильная версия ракеты, на самоходном шасси или полуприцепе. На вооружение не принималась.
- One Club C — модифицированная для воздушного запуска версия «Бладхаунда» (радиус до 46 км) рассматривалась как дальнобойное управляемое оружие для V-бомбардировщиков в рамках программы WE.177A в 1959 году. Проект не был реализован.

## Комментарии
1. ↑  Первоначально предполагалось использовать один большой ускоритель в хвостовой части, но его разработка столкнулась с рядом проблем, связанных с нехваткой опыта в разработке мощных твердотопливных двигателей.
2. ↑  Рассматривались и иные решения — например, адаптация американского сверхдальнобойного ЗРК «Бомарк». Соответствующие предложения вносились на рассмотрения командования КВВС.
3. ↑  В диаметре.